# Axiodes
Axiodes là một chi bướm đêm thuộc họ Geometridae.

## Các loài
- Axiodes inaequalis Prout, 1915
- Axiodes insciata (Felder & Rogenhofer, 1875)
- Axiodes tripartita Prout, 1915